# Jiří Kohout
Jiří Kohout (* 8. srpna 1977 Praha) je český divadelní a filmový herec.

## Kariéra
Jiří Kohout začal s herectvím v Divadle Radar, poté vystudoval herectví na Vysoké odborné škole herecké v Praze. Před kamerou se poprvé objevil v roce 2001 ve filmu Vyhnání z ráje.[zdroj⁠?!] Do většího povědomí se poté českým divákům dostal jako strážmistr Richard v trilogii založené na českých anekdotách s názvem Kameňák režiséra Zdeňka Trošky.
Následně jsme jej mohli spatřit i ve filmech jako Doktor od jezera hrochů nebo Čertova nevěsta. Pracuje jako moderátor Rádia Junior.

## Filmografie

### Filmy
- 1998 Ohrada snů
- 2001 Vyhnání z ráje
- 2003 Kameňák
- 2004 Kameňák 2
- 2004 Milenci & Vrazi
- 2005 Kameňák 3
- 2010 Doktor od jezera hrochů
- 2011 Čertova nevěsta

### Seriály
- Ulice
- Redakce
- 2018 Ordinace v růžové zahradě